# MHTML
MHTML, acronimo di MIME HTML, è un formato di archiviazione dei dati pensato per il salvataggio di pagine web e documenti ipertestuali. Consente di riunire in un unico file sia il codice HTML che gli altri elementi richiamati dal documento come ad esempio immagini, file audio, applet Java o animazioni Flash. L'estensione è abbreviata in mht.
La codifica dei file MHTML è molto simile a quella adottata per le email e si compone tipicamente di una prima parte in cui è rappresentato il codice HTML a cui segue una seconda parte in cui si riporta la rappresentazione binaria degli altri file (equivalente agli allegati nelle email).
MHTML non è attualmente considerato uno standard, per quanto già dal 1999 ne sia stata proposta la standardizzazione (RFC 2557). Per questa ragione file MHTML generati da programmi diversi potrebbero non essere reciprocamente compatibili. I file MIME HTML sono generalmente identificati dall'estensione .mht.

## Supporto software

### Internet Explorer
Il formato MHTML è stato introdotto da Microsoft con Internet Explorer 5. Tutte le versioni successive del browser supportano il salvataggio e l'apertura di file in questo formato. In Internet Explorer 8 e 9 MHTML è il formato di salvataggio predefinito.

### Mozilla Firefox
Mozilla Firefox non gestisce nativamente il formato MHTML. Questa funzione può essere recuperata installando estensioni come UnMHT o Mozilla Archive Format. Quest'ultima consente di utilizzare anche il formato MAFF (Mozilla Archive Format File) che similmente ad MHTML consente di salvare in un unico file l'intero contenuto di una pagina web sotto forma di archivio zip.
Con l'uscita della versione 57 di Firefox (14 novembre 2017) e l'introduzione delle nuove WebExtension, le API su cui erano basate le suddette estensioni non sono più supportate dal browser. Conseguentemente, il supporto del formato da parte di Firefox risulta, almeno temporaneamente, assente.
Gli sviluppatori di Mozilla Archive Format consigliano di convertire gli archivi MHT e MAFF in HTML.

### Opera
Opera supporta il salvataggio in formato MHTML a partire dalla versione 9.0. Dalla versione 9.5 MHTML è impostato come scelta predefinita.

### Google Chrome
Google Chrome supporta nativamente i file MHTML, anche se tale supporto è disabilitato per impostazione predefinita. Per rendere effettiva questa funzionalità bisogna selezionare l'opzione "Salva pagina in MHTML" presente nella pagina "chrome://flags". Precedentemente era necessario installare l'estensione SingleFile.
È anche disponibile l'estensione SaveAsMHT.

### Safari
Apple Safari ha rimosso il supporto al formato MHTML a partire dalla versione 3.1.1 proponendo in sua sostituzione il formato webarchive (estensione .webarchive).

### Konqueror
Konqueror ha rimosso il supporto a MHTML a partire dalla versione 3.5.7 introducendo in sua sostituzione un formato denominato "web archives" con estensione .war.

### Microsoft Office
Tutti i principali programmi di Microsoft Office (Word, Excel, PowerPoint) supportano la visualizzazione ed il salvataggio di file MHTML.